# Frank Düwel
Frank Düwel (* 23. April 1963 in Lübeck) ist ein deutscher Regisseur, Autor, Festivalleiter/Theaterproduzent und Dozent.

## Leben und Wirken
Frank Düwel studierte Theaterwissenschaften, Pädagogik und Neue Deutsche Literatur an der Friedrich-Alexander-Universität Erlangen-Nürnberg und No-Theater bei Yoshi Oida.
Von 1997 bis 2002 arbeitete er als Regie-Assistent, Regisseur, Dramaturg und Leiter der Sonderspielstätten am Theater Lübeck. Seit 2000 ist er als Mitglied des Internationalen Theaterinstituts (ITI) unter anderem als leitender Regisseur der New Project Group tätig.
Von 2003 bis 2007 war er Oberspielleiter und stellvertretender Intendant am Theater Heilbronn. Im Jahre 2007 gründete er die norden‐theaterproduktion zur Entwicklung und Kooperation in Theaterprojekten. An der Hochschule für Musik und Theater Hamburg ist er seit 2009 Projektleiter und Dozent für Musiktheater-Regie. Seit 2009 ist er Intendant im KulturSommer am Kanal der Stiftung Herzogtum Lauenburg und seit 2014 Kurator von Festival Stimme X neues Musiktheater in Hamburg, ermöglicht durch die Hamburgische Kulturstiftung.

## Produktionen (Auswahl)
- 1999–2002: Die Signalgeber, Festival Theater der Welt Berlin, Hamburg, Lübeck, Hannover u. a.
- 1999: Der Elefantenmensch, B. Pomerance, Theater Lübeck
- 2000: Der Spiegel der See, am Hafen in Lübeck, für das Theater Lübeck
- 2000: Verrückt nach Vincent, H. Gibert, Theater Lübeck
- 2004: Der Spieler, F. Düwel nach F.M. Dostojewski, Theater Heilbronn
- 2004: My fair Lady, Loewe/Lerner, Theater Heilbronn
- 2004: Professor Unrat – Zum blauen Engel, P. Zadek, Theater Heilbronn
- 2005: Wild Party, A. Lippa, Theater Heilbronn
- 2000–2020: Der Schimmelreiter / Die Schatzinsel / Das Geisterschiff / Der Fischer und seine Frau, jeweils in der Dramatisierung von Frank Düwel, Bühne am Meer 2000 Plätze, Dangast
- 2005–2009: Der verlorene Sohn, Gesang der Jünglinge im Feuerofen und Fluss der Möwen, die drei Kirchenopern von Benjamin Britten, für das KirchenmusikFestival Musica Sacra, Paderborn, in Koproduktion mit dem Landestheater Detmold
- 2006: Lucia di Lammermoor, G. Donizetti, Landestheater Detmold
- 2008: Mondlicht und Magnolien, R. Hutchinson, Theater Heilbronn
- 2006–2011: The Borges Project, Manila / Ifdentity, Madrid / house home, Xiamen, New Project Group für das Internationale Theaterinstitut (ITI)
- 2006–2020: Der Schimmelreiter – Trilogie: Haukes Jugend; der junge Deichgraf und Stolz und Abgrund, John Riew’, Immensee, jeweils in der Dramatisierung von Frank Düwel, Bürgerbühne in Hanerau-Hademarschen
- 2009–2020: Kanu-Wander-Theater / Bismarck und sein Förster, Frank Düwel nach Zeitzeugenberichten (mit der Otto-von-Bismarck-Stiftung) / Barlach, als ich Indianer war, Frank Düwel nach E. Barlach: Mein selbst erzähltes Leben (mit der Ernst Barlach Gesellschaft), als Projekte im KulturSommer am Kanal
- 2010: Der nackte Wahnsinn, M.Frayn, Theater Stendal
- 2011: Anabasis, Arnold Schönberg Chor – Wien, Festival Musica Sacra Paderborn
- 2015: Rastlos… Grenzenlos… Unterwegs – Bez wytchnienia… bez grani… w drodze, gesungene und getanzte Poesie, Jugendprojekt, Bielsko-Biala (Polen), Neue Bühne Senftenberg[3]
- 2017: 200 Jahre Theodor Storm: STORM – Das Meer – Die Geister – Du, Husum, Lichthoftheater Hamburg[4]
- 2017: Stimmen der Nacht – szenische Symphonie von Jochen Neurath nach Joseph von Eichendorff, mit dem ensemble für neue musik zürich und Chor, Zürich, Solothurn, Heilbronn
- 2018: Das Spektakel: Stürme!, Der Sturm von William Shakespeare mit einem Prolog von Frank Düwel nach Texten von Herman Melville, Joseph Conrad u. a., Neue Bühne Senftenberg u. a. mit dem Chor der Bergarbeiter
- 2018: Donnerstag aus Licht / Dritter Akt „Michaels Heimkehr“, Karlheinz Stockhausen, Elbphilharmonie Produktion, Kampnagel Hamburg
- 2019: Sechs Tanzstunden in sechs Wochen, Richard Alfieri, Neue Bühne Senftenberg
- 2020: Elegie. Oder Ode. (An Friedrich H.), Jochen Neurath, Bamberg
- 2021: Ganz anders wer: Erwin Strittmatter, Frank Düwel, Neue Bühne Senftenberg
- 2021: InferNO! – Zu Dante Alighieris 700. Todesjahr, Jochen Neurath, Bamberg
- 2021: ODYSSEE, Jochen Neurath, mit dem ensemble für neue musik zürich, Zürich
- 2022: Immensee – Beim Durchschreiten der Novelle, Frank Düwel, Hanerau-Hademarschen
- 2022: Der Nix – Tanz mit dem Wassermann, Frank Düwel, im Lausitz Festival – Europas Kunstfestival
- 2022: Alte Liebe, E. Heidenreich und B. Schroeder, Neue Bühne Senftenberg[5]
- 2023: Das Stück zur Zeit – Wallenstein, F. Schiller, für das Festival KulturSommer am Kanal der Stiftung Herzogtum Lauenburg[6]
- 2023: Vom Fischer und seiner Frau – eine fantastische Komödie, Frank Düwel, Freilichttheater Varel[7]
- 2024: Franz Kafka: Das Schloß – Eine begehbare musikalische Skulptur, Jochen Neurath, Bamberg
- 2024: TRISTAN – Szenische Kammermusik nach Zeilen von August v. Platen, Jochen Neurath, Bamberg
- 2024: Schimmelreiter – Festspiele, Frank Düwel, Hanerau-Hademarschen[8]

## Festivals – Festspiele – neues Volkstheater
Frank Düwel entwickelt Spielorte und Geschichten, in denen Landschaft und Menschen Ausgangspunkt der Theaterarbeit sind. Diese Begegnungen an ungewöhnlichen Orten beschreiben ein neues Volkstheater.
In Dangast am Nordseedeich bei Wilhelmshaven in einer Arena mit 2000 Plätzen schuf er Der Schimmelreiter, Die Schatzinsel, Das Geisterschiff und Der Fischer und seine Frau, jeweils in eigener Dramatisierung.
In Hanerau-Hademarschen, dem letzten Lebensort von Theodor Storm, den Schimmelreiter als Kammerspiel-Trilogie, sowie die Novellen John Riew´ und Immensee – beim Durchschreiten der Novelle, jeweils als eigene Dramatisierung.
Seit 2009 ist Frank Düwel Intendant im KulturSommer am Kanal der Stiftung Herzogtum Lauenburg. Ein sommerliches Festival mit 90 Veranstaltungen in allen Künsten. Ein Schwerpunkt sind Theaterprojekte in der Natur und in der urbanen Landschaft. Im Kanu-Wander-Theater erreicht das Theater die Gäste vom Ufer her. Das Schauspiel Bismark und sein Förster wird als Wander-Theater im Sachsenwald erlebt. Barlach, als ich Indianer war ist eine theatrale Begegnung an Barlachs Kindheitsort. Mit Beat ´n´Dance und Parkgeflüster entwickelt Frank Düwel zahlreiche Projekte mit und für junge Menschen.
Theater als Bürgerfest:
2012: Ein Schiff wird kommen – 800 Jahre Schiffbek, Performance mit 800 Bürgern im öffentlichen Raum als fantastischer Straßenumzug mit Musik und Signalen von den Dächern, Hamburg/Billstedt
2013: Paderquellen der Identität, Theaterprojekt mit 300 Bürgern aus Paderborn. Unterschiedliche theatral-performative Verschiebungen im öffentlichen Raum im Verlauf einer Woche, Paderborn, Gewinner der Projektausschreibung Ab in die Mitte des Landes NRW

## Lehre
- Dozent für Musiktheaterregie und Projektleiter an der Hochschule für Musik und Theater Hamburg.[12]
- Dozent für Bühnenpräsenz an der Staatsoper unter den Linden, an der Hochschule für Musik, Theater und Medien Hannover an der Christian-Albrechts-Universität zu Kiel und der Theaterfabrik Kampnagel in Hamburg.

## Auszeichnungen und Ehrenmitgliedschaften
- 2015: Lehrpreis der Freien und Hansestadt Hamburg[13]
- 2018: Theodor-Storm-Preis der Stadt Husum[14]
- 2022: Ehrenmitglied des Erwin-Strittmatter-Vereins e.V.[15]